# Juliet Obanda Makanga
Juliet Obanda Makanga (Vihiga, 19 de febrero de 1985) es una farmacóloga, neurocientífica, e investigadora médica keniana.

## Trayectoria
Obanda nació en el condado de Vihiga, en la parte suroeste de Kenia en 1985. Asistió al instituto Alliance Girls High School en la ciudad de Kikuyu, en el condado de Kiambu, en la parte central de Kenia, donde completó la educación secundaria en 2002. Al año siguiente, en 2003, recibió una beca Monbukagakusho del Gobierno japonés (Beca MEXT) para estudiar farmacia en Japón. Gracias a esta becha, asistió a la Universidad de Estudios Extranjeros de Tokio, donde obtuvo un certificado de competencia en japonés.
Después, se trasladó a la Universidad de Kanazawa situada en Kanazawa, en la prefectura de Ishikawa de la región de Chūbu, en la isla de Honshu de Japón. Pasó los siguientes once años en el Instituto de Ciencias Médicas, Farmacéuticas y de la Salud de la universidad, donde se licenció en 2008. Completó su formación con una Maestría en Ciencias Farmacéuticas en 2010 y un Doctorado en Ciencias Farmacéuticas en 2015. Entre 2010 y 2015, mientras cursaba su doctorado, trabajó como ayudante e investigadora asociada en la Facultad de Ciencias Farmacéuticas de la Universidad Ritsumeikan, en el Campus Biwako-Kusatsu de la ciudad de Kusatsu, en la prefectura de Shiga.
A su regreso a Kenia en 2015, fue contratada por la Universidad Kabarak, en Nakuru, donde fue jefa fundadora del departamento de farmacia y se convirtió en una figura clave para el establecimiento del programa de Licenciatura en Farmacia de la universidad. En octubre de 2017, se trasladó a la Universidad Keniata, en Kahawa (Nairobi), para trabajar como profesora en su Facultad de Farmacia.
Su investigación se centra en las células madre y su objetivo es generar una línea de células madre exclusivamente "keniatas".

## Reconocimientos
En 2018, el periódico keniano en inglés Business Daily Africa nombró a Juliet Obanda Makanga como una de las 40 mejores mujeres kenianas menores de 40 años del año 2018.